# 井上智夫 (ゴルファー)
井上 智夫（いのうえ ともお、1953年2月22日 - ）は、神奈川県出身のプロゴルファー。

## 来歴
1984年の兵庫県オープンでは初日を前田新作・甲斐俊光に次ぐと同時に森本俊治・吉野展弘・吉川一雄と並んでの3位タイでスタートした。
1987年のデサント大阪オープンでは初日に66をマークして戸川一郎・中村通・木村政信・吉川一雄・宮本省三・島田幸作を抑えての首位でスタートし、最終日には磯村芳幸・中川敏明・松井一・渡辺修・山本善隆を抑えて優勝。
1994年の第10回水戸グリーンオープンでは伊藤正己・高橋完に次ぐ4位タイに入り、1997年のつるやオープンを最後にレギュラーツアーから引退。
1999年のアイフルチャレンジカップ・オータムでは初日を芹澤大介・浜野治光と並んでの25位タイでスタートし、最終日には大井手哲の6位タイに入った。

## 主な優勝
- 1987年 - デサント大阪オープン